# Habituering
Habituering, tillvänjning, innebär att reaktionen på ett visst stimulus avtar ju mer organismen utsätts för stimuluset i fråga. Detta är även den enklaste formen av inlärning.

## Exempel
- Mygglarver söker sig instinktivt undan då en skugga rör sig över vattnet, eftersom skuggan kan vara ett tecken på ett hot i form av en organism som jagar mygglarver. Om larverna ofta utsätts för en sådan skugga avtar efterhand deras undanmanöver för att så småningom nästan helt upphöra.[1]
- Människans känselceller i huden habitueras efter att man tagit på sig ett klädesplagg.[1]